# Хъдспет (окръг, Тексас)
Окръг Хъдспет (на английски: Hudspeth County) е окръг в щата Тексас, Съединени американски щати. Площта му е 11 841 km², а населението - 3344 души (2000). Административен център е населеното място Сиера Бланка.